# Chu Hiếu vương
Chu Hiếu Vương (chữ Hán: 周孝王; 950 TCN - 886 TCN), là vị quân chủ thứ 8 của nhà Chu trong lịch sử Trung Quốc. Ông trị vì tổng cộng 5 năm, từ năm 891 TCN đến năm 886 TCN..

## Tiểu sử
Chu Hiếu vương tên thật là Cơ Tích Phương (姬辟方). Ông là con trai của Chu Cung vương, vị vua thứ 6 của nhà Chu. Em trai ông là Chu Ý vương, vua thứ 7 của nhà Chu.
Theo Trúc thư kỷ niên, ngay năm đầu tiên lên ngôi, ông đã ra lệnh cho Thân Hầu chinh phạt Tây Nhung (quân Tây Nhung từng đánh vào kinh đô nhà Chu vào đời Chu Ý Vương). Đến năm thứ 5 thì người Tây Nhung đến dâng ngựa, cho thấy chiến dịch đánh Tây Nhung đã thành công.
Dười thời của mình, Chu Hiếu vương đã phong ấp Tần cho con cháu của Ác Lai (惡來) là Phi Tử, lúc đó là quan chăn ngựa cho nhà Chu. Phi Tử trở thành tổ tiên nước Tần sau này.
Năm 886 TCN hoặc 878 TCN, Chu Hiếu vương qua đời. Con trai của Chu Ý vương là Cơ Nhiếp lên nối ngôi, tức là Chu Di vương.